# ローレン・C・メイヒュー
ローレン・C・メイヒュー（Lauren C. Mayhew、1988年11月27日 - ）はアメリカ合衆国の女優、歌手。フロリダ州タンパ出身。

## 出演作品

### 映画
- Ashley
- ハングオーバー!? 史上最低の泥酔ナイト/Frat Party
- アメリカン・パイ in バンド合宿/American Pie Presents Band Camp
- ヒラリー・ダフの ハート・オブ・ミュージック/Raise Your Voice

### テレビ
- M.I. 緊急医療捜査班/Medical Investigation
- CSI:マイアミ/CSI: Miami
- American Dreams
- CSI: 科学捜査班/CSI: Crime Scene Investigation
- LAW & ORDER ロー&オーダー